# Mytteri på Bounty (film fra 1962)
|  | Se også Mytteri på Bounty (flertydig) |
Mytteri på Bounty eller på engelsk Mutiny on the Bounty er en amerikansk film fra 1962.
Filmen beskriver mytteriet på Bounty der skete i 1789. Trevor Howard spiller kaptajnen William Bligh og Marlon Brando spiller mytteristen Fletcher Christian.
Det er en af flere film om det pågældende mytteri. De andre film var bl.a. Mutiny on the Bounty – på dansk Mytteri på Bounty – og The Bounty.